# Infinity Inc
Infinity Inc. es un equipo de superhéroes de DC Comics, en su mayoría compuesta de los hijos y herederos de la Sociedad de la Justicia de América, lo que las analógicas de la Sociedad de los Jóvenes Titanes, que está compuesto de compañeros de los miembros de la Liga de la Justicia. Creada por Roy Thomas, Jerry Ordway y Mike Machlan, que apareció por primera vez en el All-Star Squadron # 25 (septiembre de 1983). También es el nombre del libro de historietas protagonizada por el grupo, que iba de número 1 (marzo de 1984) hasta el  # 53 (junio de 1988).
También es un grupo de jóvenes con superpoderes al servicio de Lex Luthor que ha dado mucho que hablar desde su presentación en 52. Para muchos, el mismo nombre del equipo no hace ninguna referencia a los superhéroes creados durante los años 1980 por Roy Thomas, Jerry Ordway y Mike Machlan, y desconocen del legado al que en ocasiones hacen referencia los nuevos infinitors.

## Orígenes de Infinity
Los infinitors originales fueron liderados por Skyman (Sylvester Pemberton, antes conocido como Star-Spangled Kid) quien reunió a un equipo de grandes figuras: Power Girl, Cazadora, Silver Scarab, Nuklon, Fury, Brainwave Jr, Obsidian y su hermana Jade. Muchos de estos héroes formaron con el tiempo parte de otros equipos famosos, como la SJA, la Legión del Mal, Blood Pack, los Marginales, las Aves de Presa, etc.

## El Proyecto "Everyman"
En la semana 21 de la serie 52, descubrimos que Lex Luthor ha comenzado un proyecto de mejoramiento humano llamado "Everyman" (Todo hombre) que pretende dotar de superpoderes a cualquier persona que los desee. Para promocionar el proyecto, compra los derechos legales del nombre Infinity que pertenecían al Skyman original (actualmente muerto) y funda a su propio equipo, quienes emulan con sus poderes y nombres claves al grupo original.
Los nuevos infinitors aparecen constantemente en anuncios de televisión, demostrando sus poderes y promocionando de paso el proyecto "Everyman". El resultado es que miles de personas hacen fila para ser voluntarios al proceso, sin saber que Luthor puede "desconectar" sus superpoderes en cualquier momento que lo desee.
La aparición de Infinity Inc. ha causado a la vez admiración y molestia en el mundo. Muchos tratan de seguir su filosofía de continuar el legado que los grandes héroes desaparecidos dejaron, protegiendo al débil, mientras que muchos se cuestionan que tan altruista puede ser un proyecto patrocinado por LexCorp. Esto último se refleja especialmente al ver que, a pesar de ser un equipo tan nuevo, ya tienen relaciones tensas con grupos consolidados como los Jóvenes Titanes y la Sociedad de la Justicia de América.

## Identidad de miembros y poderes

### Miembros Pre-Crisis
- Brainwave Jr./Brainwave (Henry King, Jr.)
- Fury (Lyta Trevor-Hall)
- Jade (Jennifer-Lynn Hayden)
- Northwind (Norda Cantrell)
- Nuklon/Átomo Smasher (Albert Rothstein)
- Obsidian (Todd Rice)
- Silver Scarab (Hector Hall)
- Cazadora (Tierra-2) (Helena Wayne)
- Power Girl (Karen Starr)
- Star-Spangled Kid/Skyman (Sylvester Pemberton)
- Doctor Medianoche I (Beth Chapel)
- Hourman (Rick Tyler)
- Wildcat II (Yolanda Montez)

### Los miembros de Infinity, Inc. de Lex Luthor
- Trajectory / Eliza Harmon -Supervelocidad.
- Skyman / Jacob Colby -Aún sin revelar.
- Everyman / Hanibal Bates -Sus poderes le permiten adoptar la forma de cosas orgánicas que haya comido, aunque sea un poco.
- Fury / Erick Storm -Aún sin revelar.

## En otros medios
La encarnación de Lex Luthor de Infinity, Inc. aparece en Young Justice. Inicialmente compuesto por Trajectory, Fury, y Everyman. Esta versión del equipo fue creada por Luthor para desacreditar a los Forasteros y ayudar en secreto a la Luz. Después de que se expone su conexión con las actividades delictivas de Luthor y se arruina su reputación, Light transforma Infinity, Inc. en Infinitors bajo el liderazgo de Geo-Force y agrega al equipo a Kobold, que cambia de tamaño.